# Ol-Persatjärnen
Ol-Persatjärnen är en sjö i Bodens kommun i Norrbotten och ingår i Töreälvens huvudavrinningsområde.